# Windhaag bei Freistadt
Windhaag bei Freistadt település Ausztriában, Felső-Ausztria tartományban, a Freistadti járásban, területe 42,9 km².

## Fekvése
Tengerszint feletti magassága 723 méter. Windhaag bei Freistadt Leopoldschlag, Dolní Dvořiště, Pohorská Ves, Sandl és Grünbach településekkel határos.

## Népesség
Lakosainak száma 1579 fő (2018. január 1.).